# Explodes at the Village Gate
Explodes at the Village Gate è un album live di Mongo Santamaría, pubblicato dalla Columbia Records nel 1967.

## Tracce
Lato A
1. Philadelphia – 3:49
2. Juan José – 3:45
3. Bloodshot – 3:21
4. Afro Blue – 10:17

Lato B
1. Yes It Do – 3:10
2. Mongoettes – 3:17
3. Springtime – 3:50
4. No More – 3:01
5. Elephant Pants – 3:33

## Musicisti
- Mongo Santamaría - congas, bongos
- Hubert Laws - sassofono, flauto, ottavino
- Bobby Porcelli - sassofono, flauto
- Ray Maldonado - tromba
- Rodgers Grant - pianoforte
- Victor Venegas - basso
- Hungrie Garcia - batteria, timbales